# Wynton Rufer
Wynton Rufer (Wellington, 1962. december 29. –) új-zélandi válogatott labdarúgó.
1989-ben, 1990-ben és 1992-ben az év óceániai labdarúgójának választották. 

## Pályafutása

### Klubcsapatban
Wellingtonban született svájci apától és maori anyától. Pályafutását 1980-ban a Stop Out csapatában kezdte. 1981-ben a Wellington Diamond együttesében játszott, majd Angliába szerződött a Norwich Cityhez, ahol nem lépett pályára egyetlen mérkőzésen sem. 1982-ben hazatért és a Miramar Rangersben szerepelt. 1982 májusában a svájci FC Zürich játékosa lett, ahol öt évet töltött. 1986-ban az Aarau igazolta le, melynek két évig volt a tagja. 1988-ban a Grasshopper Zürich szerződtette, mellyel 1989-ben megnyerte a svájci kupát és a szuperkupát. 1989 nyarán az Otto Rehhagel által irányított Werder Bremen igazolta le. A Bremennel KEK-et, német bajnokságot, kupát és szuperkupát is nyert. Később játszott még a japán JEF United Icsihara, a Kaiserslautern, a Central United, a North Shore United és az NZL Kingz együttesében.    

### A válogatottban
1980 és 1997 között 23 alkalommal szerepelt az új-zélandi válogatottban és 12 gólt szerzett. 1980. október 16-án mutatkozott be egy Kuvait elleni 5–1-es győzelem alkalmával. Részt vett az 1982-es világbajnokságon, ahol a Skócia, a Szovjetunió és a Brazília elleni csoportmérkőzésen kezdőként lépett pályára.

## Statisztika
| Új-zélandi válogatott | Új-zélandi válogatott | Új-zélandi válogatott |
| Időszak               | Mérk.                 | gól                   |
| --------------------- | --------------------- | --------------------- |
| 1980                  | 4                     | 0                     |
| 1981                  | 2                     | 3                     |
| 1982                  | 6                     | 2                     |
| 1983                  | 0                     | 0                     |
| 1984                  | 0                     | 0                     |
| 1985                  | 3                     | 1                     |
| 1986                  | 0                     | 0                     |
| 1987                  | 0                     | 0                     |
| 1988                  | 1                     | 0                     |
| 1989                  | 1                     | 0                     |
| 1990                  | 0                     | 0                     |
| 1991                  | 0                     | 0                     |
| 1992                  | 0                     | 0                     |
| 1993                  | 0                     | 0                     |
| 1994                  | 0                     | 0                     |
| 1995                  | 0                     | 0                     |
| 1996                  | 2                     | 0                     |
| 1997                  | 3                     | 4                     |
| Összesen              | 22                    | 10                    |